# Malacopsyllidae
Malacopsyllidae es una familia de insectos del orden Siphonaptera. Al igual que otras pulgas, son parásitos que viven en las guaridas de animales de sangre caliente. Esta familia incluye solo dos especies conocidas.
Las especies de esta familia habitan en América del Sur.

## Taxonomía
Clasificación:
- Familia Malacopsyllidae Baker, 1905
  - Género Malacopsylla Weyenbergh, 1881
    - Malacopsylla grossiventris Weyenbergh, 1879

  - Género Phthiropsylla Wagner, 1939
    - Phthiropsylla agenoris Rothschild, 1904